# 宋冬 (藝術家)
宋冬（1966年—），當代中國藝術家，活躍於雕塑，裝置，行為藝術，攝影和視頻。他在世界各地參予了許多個展和聯展，涵蓋了一系列主題和題目，包括與家人的關係以及在中國生活的經歷（例如一個他廣泛展示的裝置藝術主題：《物盡其用》）、中國城市環境的轉變和變化的無常。

## 早年經歷
宋冬出生於北京，父親宋世平為土木工程師，母親趙湘源出身富裕，祖父為國民黨軍官。宋冬四歲時，父親被列為「現行反革命」，下放到湖北的「五七幹校」參加勞動，直至1978年才獲平反。故童年時宋冬很少可以見到父親，大部份時間由其母撫養。
宋從小熱愛藝術，在父母的鼓勵下開始繪畫，首先接受的是油畫方面的培訓。他於1989年畢業於首都師範大學美術系，在1989年天安門廣場抗議活動被鎮壓後停止了繪畫。1993年，他與另一位藝術家尹秀珍結婚。後來他背棄了繪畫，轉向前衛和實驗藝術形式，包括行為藝術和視頻。

## 創作主題
宋冬的幾部作品傳達了無常的主題，突出了雖然一個人可以實現微小的變化，但它只會有短暫的影響。作品《水寫日記》，從1995年起，他開始用清水而不是墨水在平板石頭上寫日記，這樣文字在寫完時便消失。作品《印水》（1996年），他去了西藏拉薩河，手持一枚印着「水」字的金剛木刻大印不斷往水裏蓋印。同年作品《哈氣》，他在攝氏零下的冬夜到天安門廣場，讓自己面朝下躺在地上40分鐘，不停向地磚呼氣，直到形成了一層短暫的薄冰。後來他在天安門附近當時已結了冰的後海重覆以上行為時，企圖將冰塊融化，但冰塊完全不為所動，象徵個人與體制之間的衝突，也反映以自身微薄的力量去改變環境的渴求。

宋和尹秀珍都以北京作為他們創作的主要主題。隨著這座歷史悠久的城市逐漸被拆除以便為現代建築騰出空間時，這對拍擋從已被拆除的建築碎片，重組成為藝術裝置。作品《吃城市》在2003年至2006年間在巴塞羅那，北京，香港，倫敦，牛津和上海展出，他以短時間內用餅乾糖果構築出城市模型，然後又以短時間內讓觀眾把它吃掉，比喻世界各地的高度消費型社會。正如他說
目的......是為了我建造的城市被摧毀......隨著亞洲城市的發展，舊建築物被拆除，新建築物幾乎每天都在建造......我的城市很誘人，味道鮮美。當我們吃這個城市的時候，我們正在用慾望去品嚐這個城市，但與此同時，我們正在摧毀城市並將其變成廢墟。
宋與父母的關係也是他作品的反復出現的主題。1997年的《撫摸父親》，宣泄他與父親疏遠的關係。作品由一個視頻組成，其中宋把自己的手影疊加在他父親的影像上，就像在撫摸他。2005年，他創造了裝置作品《物盡其用》，從他母親的家中展示超過一萬件家居用品，其極度節儉的母親痴迷地囤積任何可能被重複使用的東西。他解釋作品時說：
「物盡其用」是我母親的生活準則，也是中國一代人的寫照...父親的突然離去...任何方式都不能把她從悲痛的世界中拉出來...她的物盡其用這種思維慣性發展到了極點，不但留住所有的東西，而且散滿了整個空間...我理解她想用這些物件充滿她的空間，以彌補父親走後的空...我用了「藝術」這個方式，讓她幫我做作品....這些可能這輩子都用不上的物，終於都用上了。母親很高興....展示只是看得見的一部分，重要的是在這兒給母親提供了一個場所，一個整理她回憶她的歷史的場所....給她找了個工作，而我成為她的幫手。...(母親)逐漸地從悲傷中走出。

## 图集

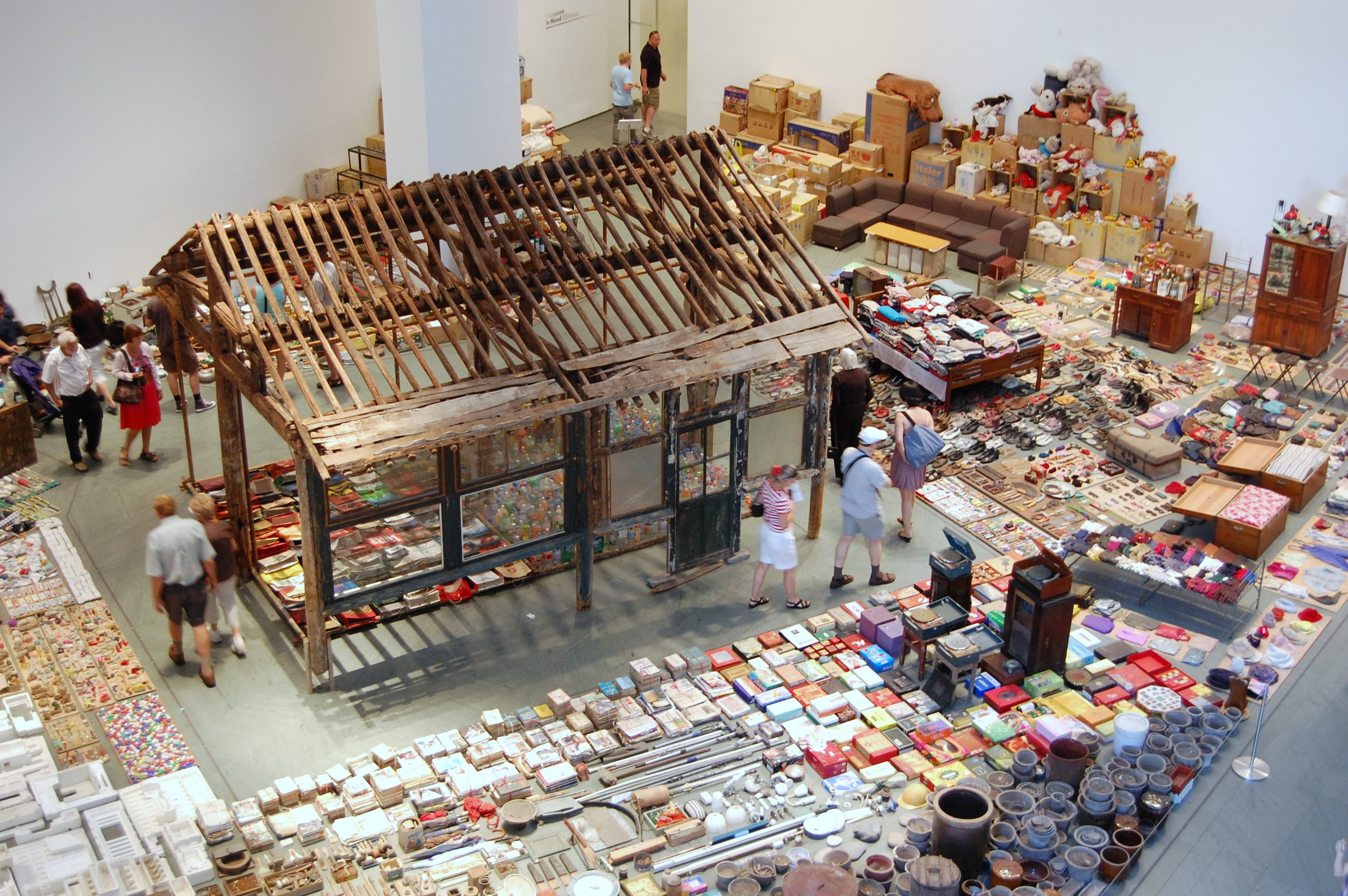
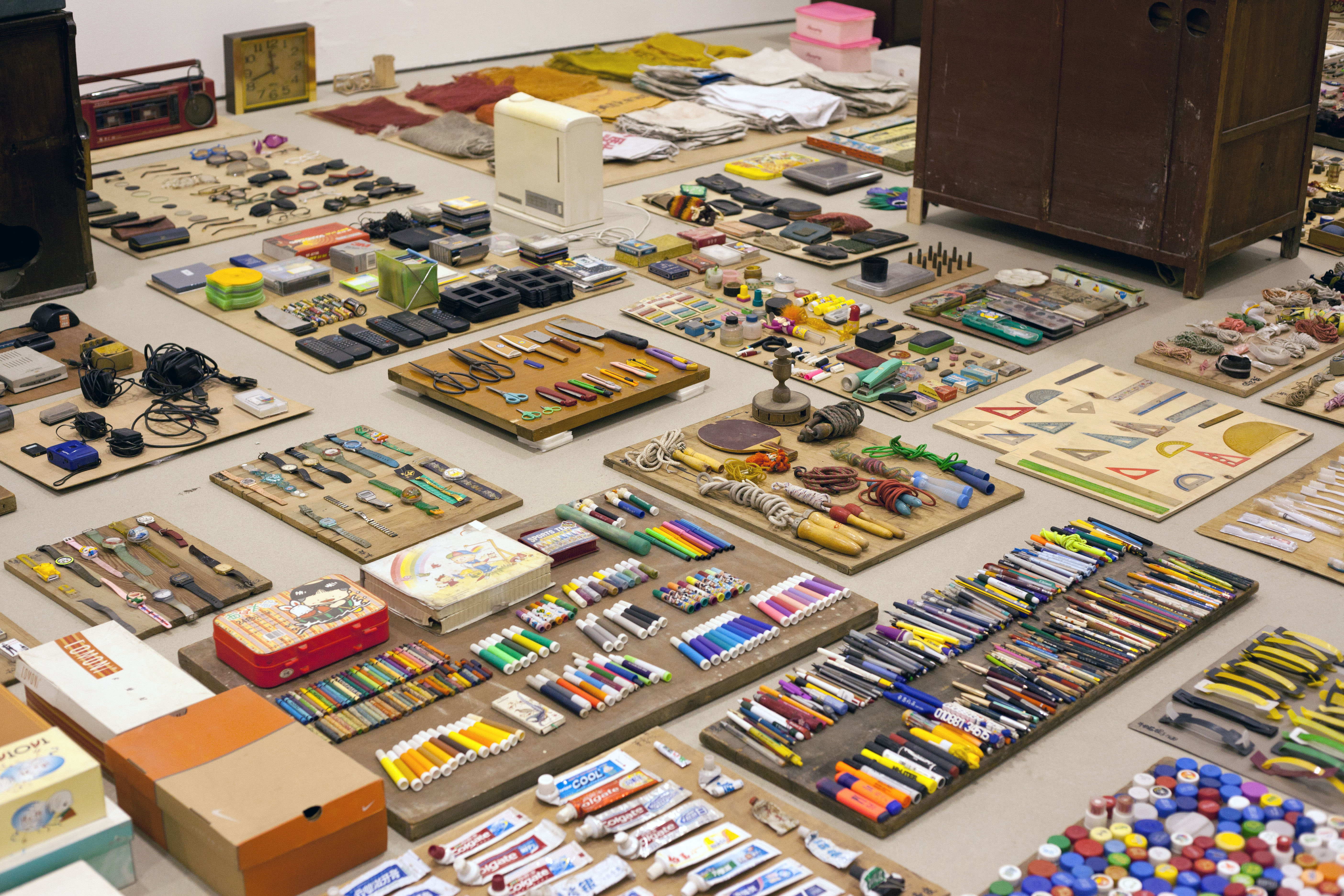
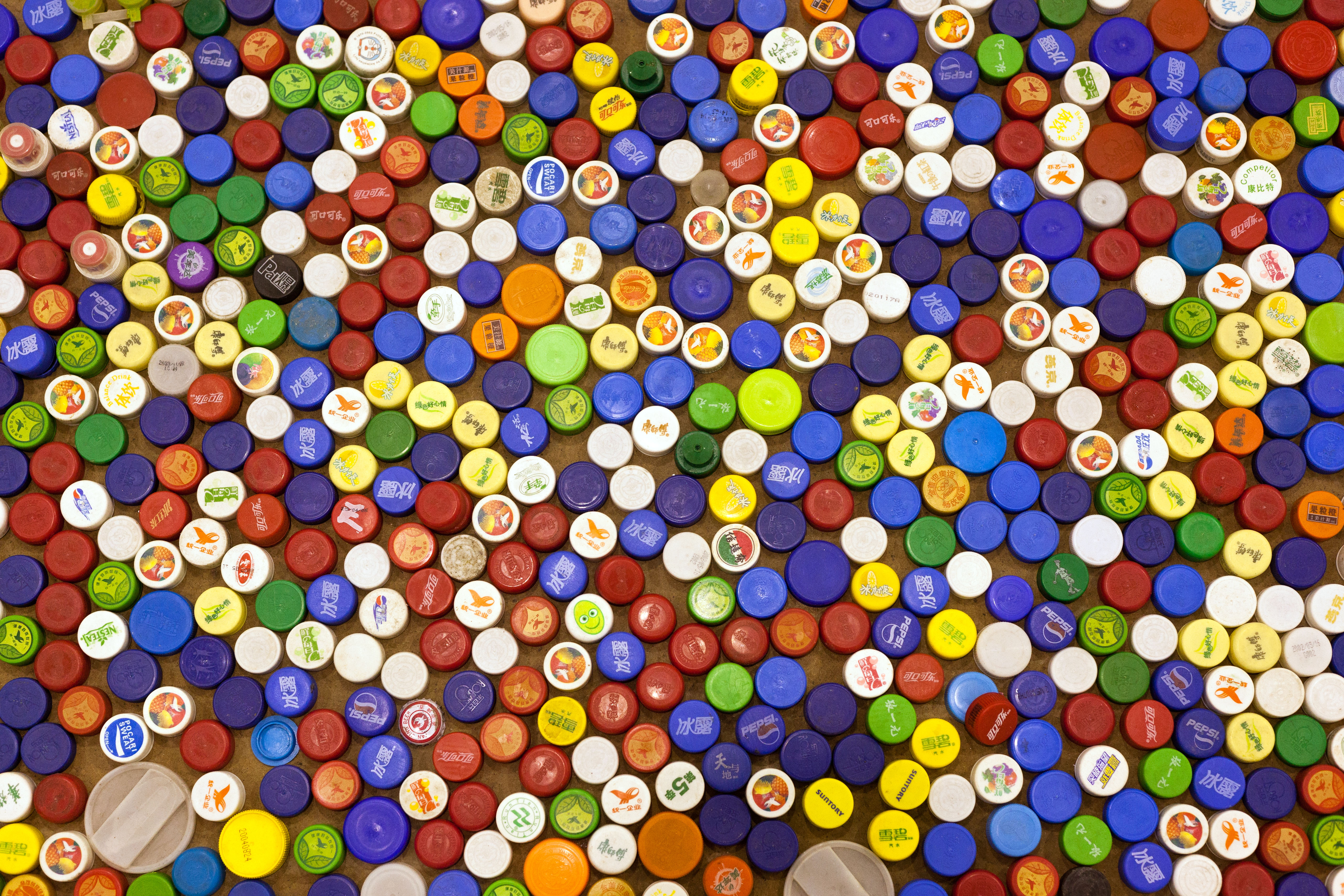
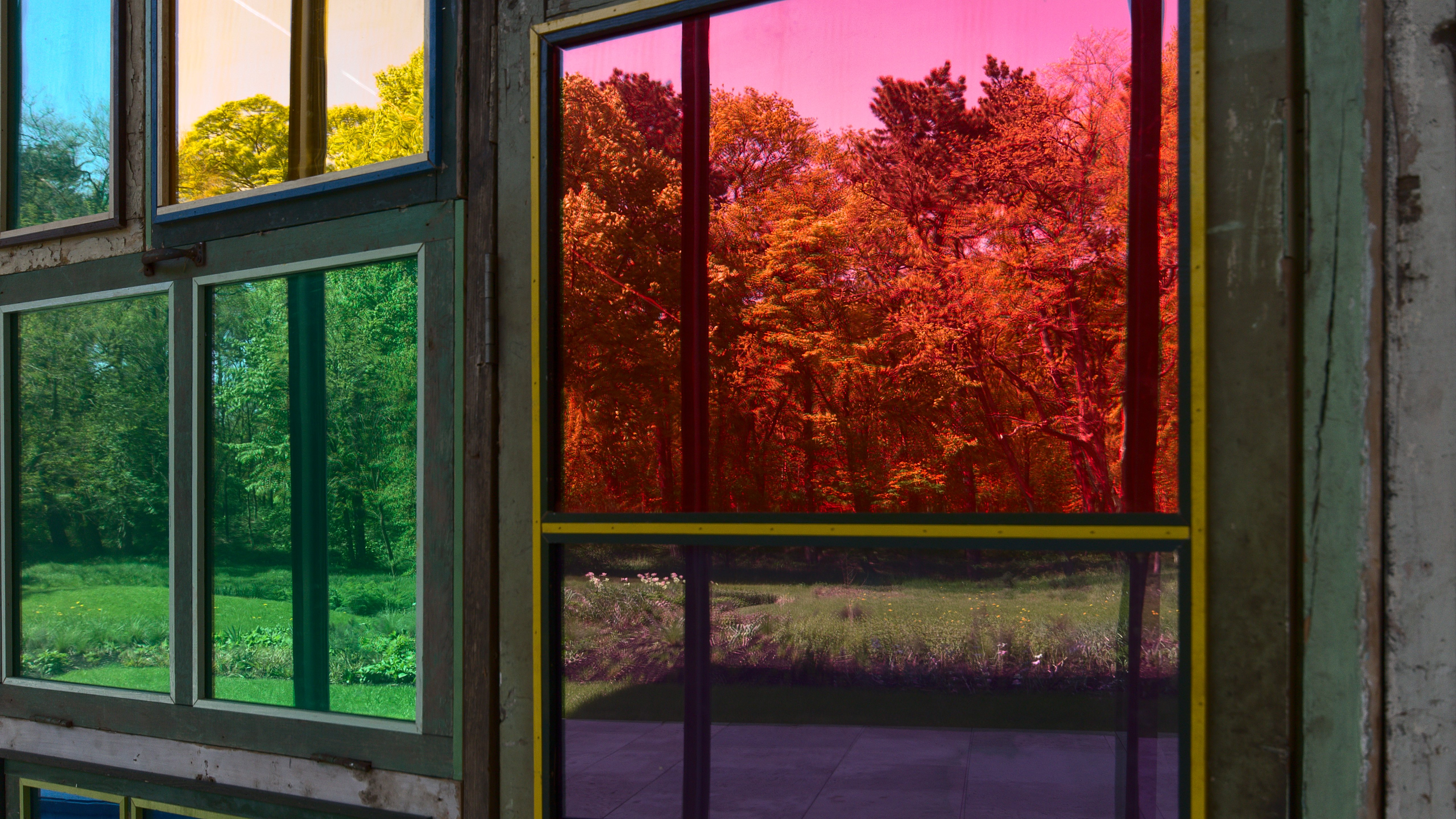

## 作品年表
以下為宋冬的部份主要作品：
| 年份 | 作品名稱                       | 類別                   | 備注                                     |
| ---- | ------------------------------ | ---------------------- | ---------------------------------------- |
| 1992 | 炒水                           | 視頻、行為藝術         |                                          |
| 1994 | 又一堂課：「你願意跟我玩嗎？」 | 裝置、行為藝術         |                                          |
|      | 41中學                         | 視頻、行為藝術         |                                          |
|      | 文化麵條                       | 裝置作品               |                                          |
| 1995 | 天機                           | 聲音裝置作品           |                                          |
|      | 扔石頭                         | 行為藝術               |                                          |
|      | 水寫日記                       | 行為藝術               |                                          |
|      | 洩密                           | 裝置作品               |                                          |
|      | 碑房                           | 裝置作品               |                                          |
| 1996 | 哈氣                           | 行為藝術               |                                          |
|      | 印水                           | 行為藝術               |                                          |
|      | 三十不立                       | 裝置、行為藝術         | 與趙湘源合作                             |
| 1997 | 看                             | 視頻、裝置作品         |                                          |
|      | 拍                             | 視頻、裝置作品         |                                          |
|      | 用158 塊石頭(1840 — 1997) 填海 | 行為藝術               |                                          |
|      | 撫摸父親                       | 視頻、行為藝術         |                                          |
|      | 界限                           | 專題展                 | 於奧地利格拉茲國際藝術節與張永和合作     |
| 1998 | 辦公室中的臨時建築             | 視頻、裝置、行為藝術展 |                                          |
| 1999 | 跳                             | 行為藝術               |                                          |
| 2000 | 吃盆景                         | 裝置、行為藝術         |                                          |
|      | 宋冬在倫敦                     | 裝置、行為藝術         |                                          |
| 2002 | 交互端口：眼光                 | 裝置、行為藝術         |                                          |
|      | 筷道                           | 專題展                 | 於美國紐約前波畫廊與尹秀珍合作           |
|      | 撫摸父親 (第二部份)            | 視頻、行為藝術         |                                          |
| 2003 | 非典時代                       | 視頻、裝置作品         | 與尹秀珍合作                             |
|      | 吃城市                         | 裝置、行為藝術         |                                          |
| 2004 | 水                             | 個人展                 | 於英國曼徹斯特                           |
| 2005 | 物盡其用                       | 裝置作品               | 與趙湘源合作                             |
|      | 第59分鐘                       | 個人展                 | 於美國紐約時代廣場                       |
| 2006 | 只有一面牆                     | 個人展                 | 於澳洲悉尼ArtSpace                       |
| 2007 | 政純辦在上海                   | 個人展                 | 於上海比翼藝術中心                       |
| 2008 | 政純辦在上海                   | 個人展                 | 於上海比翼藝術中心                       |
| 2009 | 豆腐，功夫，Polit-Sheer-Form   | 個人展                 | 於北京公社                               |
| 2010 | 中國四季                       | 專題展                 | 於新西蘭戈維特布魯斯特美術館與尹秀珍合作 |
| 2011 | 窮人的智慧                     | 裝置作品               |                                          |
|      | 爸，媽，別擔心，我們都挺好的   | 個人展                 | 於舊金山芳草地藝術中心                   |
| 2013 | 三十六曆                       | 畫作、裝置作品         |                                          |
| 2014 | 重生                           | 個人展                 | 於巴西聖保羅巴羅畫廊                     |
| 2015 | 四菜一湯                       | 裝置作品               |                                          |
|      | 曼荼羅                         | 裝置作品               |                                          |
|      | 味覺集成線路板                 | 裝置作品               |                                          |
|      | 炒畫                           | 裝置作品               |                                          |
| 2016 | 大雜院                         | 個人展                 | 於加拿大多倫多安大略美術館               |
|      | 無痕碑                         | 裝置作品               |                                          |
| 2017 | 不知天命                       | 個人展                 | 於上海外灘美術館                         |

## 獎項
- 2000年 聯合國教科文國際青年藝術家獎金
- 2006年 光州雙年展大獎
- 2010年 AAC藝術中國年度藝術家裝置新媒體大獎
- 2011年 美國舊金山市榮譽證書
- 2012年 首屆基輔雙年展獎
- 2012年 中國當代藝術權力榜年度藝術家
- 2014年 中國當代藝術獎（CCAA）傑出貢獻獎